# Fruela II.
Fruela II. (Froila II.) (875 – červenec 925) byl králem Asturie od smrti svého otce Alfonsa III. roku 910 až do své vlastní smrti. Když jeho otec zemřel, rozdělil království mezi své tři syny, nejmladší Fruela získal původní Asturii, prostřední Ordoño II. získal Galicii a nejstarší García I. León. Jako král Asturie zkonsolidoval území známé později jako Kastilie.
Fruelova matkou byla Jimena z Pamplony. On sám se oženil dvakrát. První manželkou byla Nunila, žena neznámého původu, i když pozdější zdroje ji označují za pocházející z původní baskické královské dynastie. Jeho druhou manželkou byla Urraca, která byla, podle Ibn Chaldúna a Ibn Hazma, dcerou Banu Qasiho, guvernéra Tudela v Navaře. S ní byl ženatý až do roku 917.
Fruela udržoval dobré vztahy se svým bratrem Ordoñem, který byl dominantním z bratrů. Spolupracovali spolu během reconquisty a Fruela se na Ordoñových dokumentech podepisoval jako „Froila rex“ spolu se svou ženou jako „Urraca regina“. Když Ordoño zemřel roku 924, vazalové ignorovali jeho nástupce a zvolili Fruelu za krále. Fruela nebyl nikdy populární mezi šlechtou a svými vazaly a jeho zvolení bylo označováno jako uzurpace. Nechal zavraždit Gebulda a Aresinda, syny Olmunda, kteří odvozovali svůj původ od krále Witizia, a tak si dále odcizil šlechtu. Kvůli tomu byl, podle jednoho z kronikářů, odsouzen vládnout jen 14 měsíců. Podle Ramón Menéndeze Pidala, Fruela vyhostil biskupa Frunimia z Leónu, příbuzného Olmunda. Ať už byl důvod jakýkoliv, vládl pouze oněch 14 měsíců a zemřel na začátku léta 925, podle některých na následky lepry. Po Fruelově smrti začaly nástupnické boje o jeho zemi mezi jeho mladším bratrem Ramirem, který si vzal ovdovělou Urracu bint Qasi, syny jeho bratra Ordoña II. a jeho vlastními syny. Ohledně přesného průběhu se stále vedou debaty, ale výsledkem bylo vítězství Ordoñových synů.
Podle biskupa Pelaya měl Fruela tři syny, Alfonsa Fróilaze, Ordoñu a Ramira. Ibn Chaldún přiřadil Ordoñu a Ramira k Urrace a nechal otevřenou možnost existence dalších synů z předchozího manželství.
| Předchůdce: Alfons III. Veliký | Znak z doby nástupu | Asturský král 910–925 | Znak z doby konce vlády | Nástupce: Alfons IV. |

| Předchůdce: Ordoño II. | Znak z doby nástupu | Galicijský král 924–925 | Znak z doby konce vlády | Nástupce: Alfonso Froilaz |

| Předchůdce: Ordoño II. | Znak z doby nástupu | Leónský král 924–925 | Znak z doby konce vlády | Nástupce: Alfons IV. |